# Глицинат меди(II)
Глицинат меди(II) — химическое соединение,
соль меди и аминокислоты глицин с формулой Cu(NH2CH2COO)2,
голубые кристаллы,
растворяется в воде.

## Получение
- Реакция оксида меди и глицина:

{\displaystyle {\mathsf {CuO+2NH_{2}CH_{2}COOH\ {\xrightarrow {}}\ Cu(NH_{2}CH_{2}COO)_{2}+H_{2}O}}}

## Физические свойства
Глицинат меди(II) образует голубые кристаллы.
Плохо растворяется в воде и этаноле,
не растворяется в углеводородах, эфирах, кетонах.
Образует кристаллогидрат состава Cu(NH2CH2COO)2•H2O — кристаллы
ромбической сингонии,
пространственная группа P 212121,
параметры ячейки a = 1,078 нм, b = 0,5208 нм, c = 1,347 нм, Z = 4
.

## Применение
- Компонент лекарственных средств.
- В гальванотехнике.